# Liste des managers du Liverpool FC
Le tableau qui suit détaille la liste des managers du Liverpool FC, leur nationalité avec leur date d'arrivée et de départ, et leurs statistiques.
Informations correctes le 31 mai 2012. Seuls les matchs en compétitions officielles sont comptés
| Nom                        | Nationalité        | De                | À                | Matches | Victoire | Nul | Défaite | Pourcentage de victoire | Trophées | Notes  |  |
| -------------------------- | ------------------ | ----------------- | ---------------- | ------- | -------- | --- | ------- | ----------------------- | --- | ------ |  |
| W. E. Barclay John McKenna | Angleterre Irlande | 15 février 1892   | 16 août 1896     | 131     | 80       | 20  | 31      | 61,07                   | | [ 1 ]  |  |
| Tom Watson                 | Angleterre         | 17 août 1896      | 6 mai 1915       | 742     | 329      | 141 | 272     | 44,34                   | 2 championnats d'Angleterre | [ 2 ]  |  |
| David Ashworth             | Angleterre         | 18 décembre 1919  | 12 février 1923  | 138     | 70       | 40  | 28      | 50,36                   | 1 championnat d'Angleterre | [ 3 ]  |  |
| Matt McQueen               | Écosse             | 13 février 1923   | 15 février 1928  | 229     | 93       | 60  | 76      | 40,61                   | 1 championnat d'Angleterre | [ 4 ]  |  |
| George Patterson           | Angleterre         | 7 mars 1928       | 6 août 1936      | 366     | 137      | 85  | 144     | 37,43                   | | [ 5 ]  |  |
| George Kay                 | Angleterre         | 6 août 1936       | janvier 1951     | 357     | 142      | 93  | 122     | 39,78                   | 1 championnat d'Angleterre | [ 6 ]  |  |
| Don Welsh                  | Angleterre         | 23 mars 1951      | 4 mai 1956       | 232     | 81       | 58  | 93      | 34,91                   | | [ 7 ]  |  |
| Phil Taylor                | Angleterre         | mai 1956          | 17 novembre 1959 | 150     | 76       | 32  | 42      | 50,67                   | | ,      |  |
| Bill Shankly               | Écosse             | 1er décembre 1959 | 12 juillet 1974  | 783     | 407      | 198 | 178     | 51,98                   | 3 championnats d'Angleterre, 3 Charity Shields 2 FA Cup, 1 Coupe de l'UEFA                                                                      | [ 10 ] |  |
| Bob Paisley                | Angleterre         | 26 juillet 1974   | 1er juillet 1983 | 535     | 307      | 132 | 96      | 57,38                   | 6 championnat d'Angleterre, 5 Charity Shields, 3 Coupes de la ligue, 3 Ligue des champions, 1 Coupe de l'UEFA                                   | [ 11 ] |  |
| Joe Fagan                  | Angleterre         | 1er juillet 1983  | 28 mai 1985      | 131     | 70       | 37  | 24      | 53,44                   | 1 championnats d'Angleterre, 1 Ligue des champions, 1 Coupe de la ligue                                                                         | [ 12 ] |  |
| Kenny Dalglish             | Écosse             | 30 mai 1985       | 21 février 1991  | 307     | 187      | 78  | 42      | 60,91                   | 3 championnats d'Angleterre, 2 FA Cup | [ 13 ] |  |
| Ronnie Moran               | Angleterre         | 22 février 1991   | 15 avril 1991    | 10      | 4        | 1   | 5       | 40,00                   | | [ 14 ] |  |
| Graeme Souness             | Écosse             | 16 avril 1991     | 28 janvier 1994  | 157     | 65       | 47  | 45      | 41,40                   | 1 FA Cup | [ 15 ] |  |
| Roy Evans                  | Angleterre         | 31 janvier 1994   | 16 juillet 1998  | 226     | 116      | 57  | 53      | 51,33                   | 1 Coupe de la ligue | [ 16 ] |  |
| Roy Evans Gérard Houllier  | Angleterre France  | 16 juillet 1998   | 12 novembre 1998 | 18      | 7        | 6   | 5       | 38,89                   | | [ 17 ] |  |
| Gérard Houllier            | France             | 12 novembre 1998  | 24 mai 2004      | 307     | 160      | 73  | 74      | 52,12                   | 2 Coupes de la ligue, 1 FA Cup, 1 Coupe de l'UEFA, 1 Supercoupe de l'UEFA, 1 Charity Shield                                                     | [ 18 ] |  |
| Rafael Benítez             | Espagne            | 16 juin 2004      | 2 juin 2010      | 350     | 197      | 74  | 79      | 56,29                   | 1 Ligue des champions, 1 FA Cup, 1 Supercoupe de l'UEFA, 1 Charity Shield                                                                       | [ 19 ] |  |
| Roy Hodgson                | Angleterre         | 1er juillet 2010  | 8 janvier 2011   | 31      | 13       | 9   | 9       | 42,00                   | | [ 20 ] |  |
| Kenny Dalglish             | Écosse             | 8 janvier 2011    | 16 mai 2012      | 74      | 35       | 17  | 22      | 47,30                   | 1 Coupe de la ligue | [ 21 ] |  |
| Brendan Rodgers            | Irlande du Nord    | 1er juin 2012     | 5 octobre 2015   | 166     | 83       | 41  | 42      | 50,0                    | |        |  |
| Jürgen Klopp               | Allemagne          | 8 octobre 2015    | 30 mai 2024      | 375     | 231      | 84  | 60      | 61.6                    | 1 Premier League, 1 Ligue des champions, 1 Supercoupe de l'UEFA, 1 Coupe du monde des clubs, 1 FA Cup, 2 Coupe de la ligue , 1 Community Shield |        |  |
| Arne Slot                  | Pays-Bas           | 1er juin 2024     | En cours         | 0       | 0        | 0   | 0       |                         | |        |  |